# Mariusz Piekarski
Mariusz Piekarski (Białystok, 22 marzo 1975) è un ex calciatore polacco, di ruolo centrocampista.

## Palmarès

### Club

#### Competizioni nazionali
- Campionato polacco: 1

Legia Varsavia: 2001-2002
- Coppa di Cipro: 1

Anorthōsis: 2002-2003